# Моревское
Моревское — деревня в Варгашинском районе Курганской области. Входит в состав Варгашинского поссовета.

## История
До 1917 года центр Моревской волости Курганского уезда Тобольской губернии. По данным на 1926 год село Моревское состояло из 208 хозяйств. В административном отношении являлась центром Моревского сельсовета Варгашинского района Курганского округа Уральской области.

## Население
| 1912 | 1926 | 1989 | 2002 | 2010 |
| ---- | ---- | ---- | ---- | ---- |
| 1180 | ↘909 | ↘56  | ↗122 | ↘68  |

По данным переписи 1926 года в селе проживало 909 человек (399 мужчин и 510 женщин), в том числе: русские составляли 98 % населения.